# Остаци цркве Светог Николе у Љевоши
Остаци цркве Светог Николе у Љевоши налазе се у селу Љевоша, насељеном месту на територији општине Пећ, на Косову и Метохији. Представљају непокретно културно добро као споменик културе.
Српско село Љевоша смештено изнад Пећке патријаршије удаљено је два километра западно од Пећи у подножју планине Кукавице на левој страни реке Бистрице. Остаци цркве Св. Николе подужне основе са апсидом и припратом налазе се на малом граду Тавору изнад Пећке патријаршије. Црква је вероватно настала у средњем веку заједно са осталим црквицама у непосредној близини и у саставу снажног духовног средишта каква је била Пећка Патријаршија.

## Основ за упис у регистар
Решење Покрајинског завода за заштиту споменика културе у Приштини, бр. 991 од 30. 12. 1966. Закон о заштити споменика културе (Сл. гласник СР Србије бр. 3/66).